# Падорнелу
Падорнелу (порт. Padornelo)  —  район (фрегезия) в Португалии,  входит в округ Виана-ду-Каштелу. Является составной частью муниципалитета  Паредеш-де-Кора. По старому административному делению входил в провинцию Минью. Входит в экономико-статистический  субрегион Минью-Лима, который входит в Северный регион. Население составляет 458 человек на 2001 год. Занимает площадь 9,65 км².
Покровителем района считается Святая Маринья (порт. Stª Marinha). 